# MV Alta
MV Alta fue un buque mercante abandonado (barco fantasma) que finalmente encalló en las costas de Irlanda. Construido en 1976 con el nombre de Tananger, el Alta fue abandonado en el mar en octubre de 2018 y arrastrado a la costa de Irlanda en febrero de 2020, donde permanecen su pecio.

## Abandono

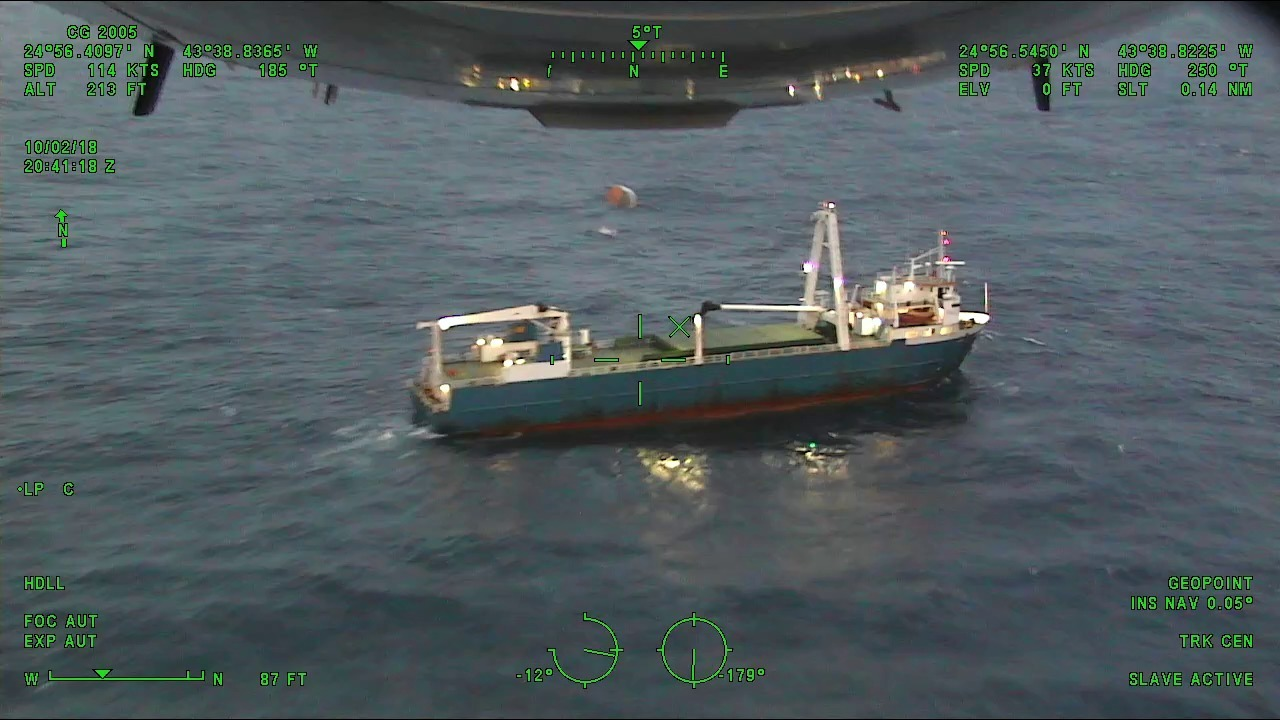
Una tripulación de la Guardia Costera de EE. UU. a bordo de un avión HC-130 Hércules lanza alimentos para una semana al buque de carga averiado Alta, aproximadamente a 1380 millas al sureste de Bermudas, el 2 de octubre de 2018. El Alta quedó averiado mientras estaba en tránsito de Grecia a Haití.

En octubre de 2018, el barco estaba en un viaje desde Grecia a Haití. Un viaje tan largo es inusual para un barco de este tipo y tamaño, que normalmente se mantiene más cerca de las costas. Los motores del barco fallaron en el océano Atlántico, dejando a la tripulación varada. La Guardia Costera de los Estados Unidos rescató a la tripulación a unos 2200 km (1400 mi) al sureste de las islas Bermudas, y el barco fue abandonado.
Después de su abandono, los siguientes movimientos del barco son desconocidos. Un informe no verificado sugirió que fue remolcado a Guyana y posiblemente secuestrado, solo para ser abandonado por segunda vez. Independientemente de lo que sucedió, el barco fantasma fue avistado nuevamente por el HMS Protector en agosto o septiembre de 2019, cerca de Bermudas. Después de este avistamiento, probablemente continuó a la deriva a velocidades muy bajas antes de llegar finalmente a Irlanda. Sin embargo, el AIS no estaba funcionando después de su abandono, lo que hizo que su rumbo fuera incierto.

## Encallamiento

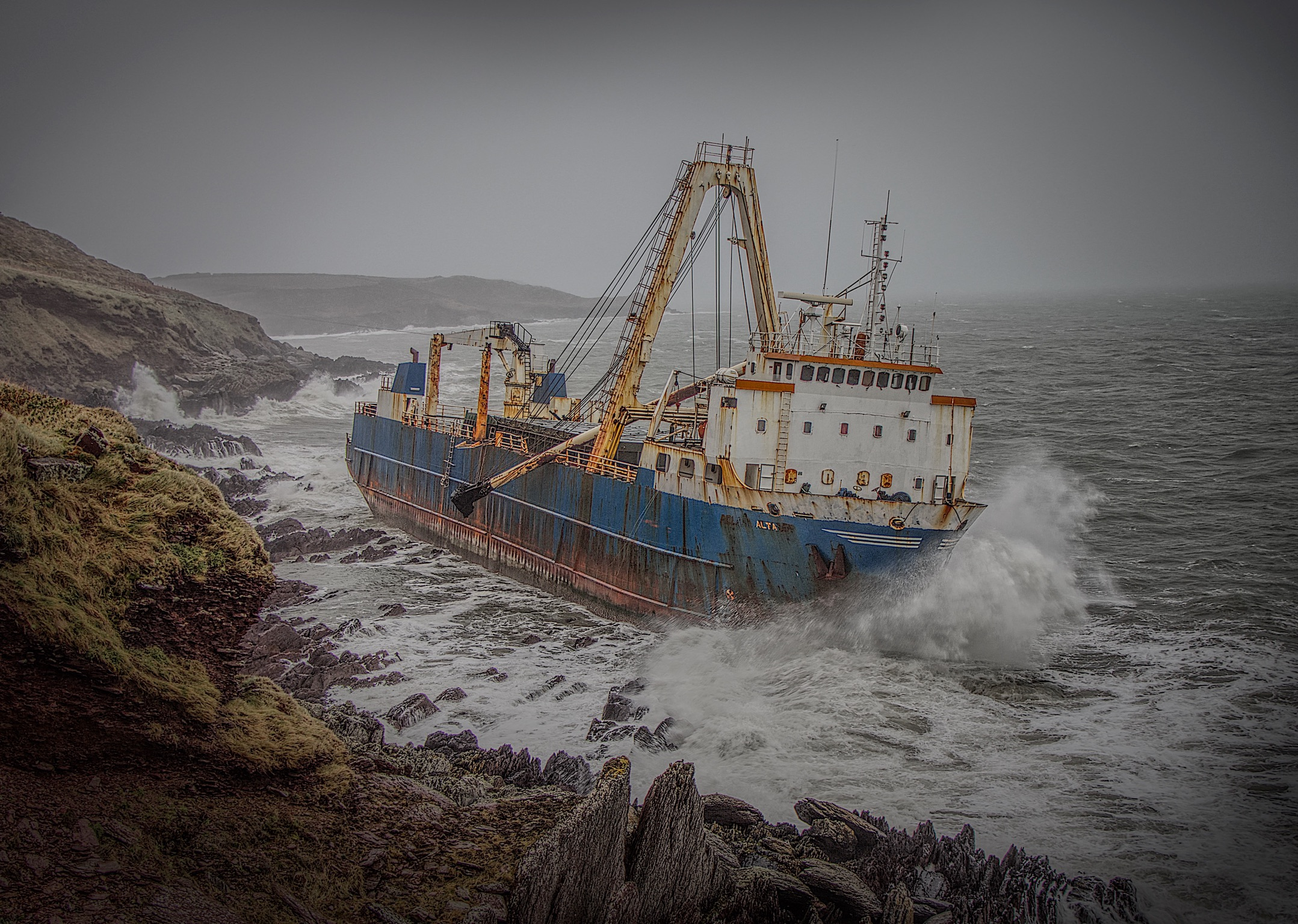
El Alta encallado en febrero de 2020.

El 16 de febrero de 2020, el Alta encalló en la costa irlandesa cerca de Ballycotton, Cork, en medio de la tormenta Dennis. La rara historia de un barco fantasma moderno, así como el tiempo que pasó flotando sin tripulación ni capitán en el mar (18 meses), capturó la imaginación y la curiosidad del público mundial.
En octubre de 2020, los restos del pecio del naufragio se habían deteriorado hasta el punto de que el Consejo del Condado de Cork temía que el barco se partiera en pedazos. El condado ha solicitado ayuda a otros departamentos del gobierno irlandés para retirar el barco. Se consideraron opciones como desguazarlo, remolcarlo mar adentro y hundirlo, sin embargo, a principios de 2022, el casco del Alta se había partido en dos tras una serie de tormentas. Un informe anunciado por el Departamento de Transporte y el Consejo del Condado de Cork en febrero de 2023 sobre cómo proceder con el Alta concluyó que el riesgo para el público en general se había reducido a medio tras los esfuerzos de mitigación de las autoridades y el riesgo para el medio ambiente se encontraba en niveles aceptables.